# Jiří Straka
Jiří Straka, właśc. Jiří Novák, znany jako spartakiadowy morderca (cz. spartakiádní vrah; ur. 14 kwietnia 1969 w Pradze) – czeski seryjny morderca. W okresie od 17 lutego do 16 maja 1985 zaatakował na obszarze Pragi łącznie jedenaście kobiet. Brutalność jego ataków stopniowo rosła. Ostatecznie został oskarżony o trzy morderstwa, dwie próby usiłowania zabójstwa, pięć gwałtów, trzy napady i pięć kradzieży. Po zwolnieniu z wykonywania kary żyje pod zmienionym nazwiskiem w innej części kraju.

## Życiorys
Już w młodości zaczęły się u niego objawiać stany lękowe, z powodu których został poddany badaniom psychiatrycznym. Mimo iż odznaczał się ponadprzeciętną inteligencją (IQ 125), brakowało mu motywacji do nauki i nie posiadał żadnych celów życiowych. W szkole miał problemy z zachowaniem. Dopuszczał się drobnych kradzieży i nie przestrzegał szkolnego regulaminu. Zdarzało mu się również podglądać dziewczynki korzystające z toalety. Po ukończeniu szkoły podstawowej w 1983 roku, rozpoczął naukę w szkole górniczej w Stochovie. W weekendy przebywał w Pradze, a w niedziele wracał do internatu.

## Zbrodnie
W nocy 17 lutego 1985 w Pradze 4, szesnastoletni Straka nawiązał kontakt z dwudziestoletnią Milaną H. Po krótkiej rozmowie, podczas której ujawnił, ile ma lat i gdzie mieszka, zasugerował kobiecie stosunek płciowy. Kiedy odmówiła, ostrzegł, że potrafi ją do tego zmusić siłą. Przewrócił kobietę na ziemię i zaczął ją atakować. Gdy stwierdziła, że nie ma szans na obronę, rozkazała napastnikowi przestać i zaproponowała mu znalezienie lepszego miejsca. Dotarli do oświetlonej ulicy, gdzie kobieta zaczęła wołać o pomoc. Straka przestraszył się i zażądał od niej pieniędzy. Kiedy mu je dała, spokojnie odszedł. Ofiara zdecydowała nie informować nikogo o tym incydencie, ponieważ myślała, że mogłaby tym zniszczyć młodemu Strace życie. Mimo to, atak zgłosił znajomy kobiety, któremu się zwierzyła. Na podstawie zeznań utworzono portret pamięciowy. Nie był dokładny i nie doprowadził do złapania przestępcy. Milana oświadczyła, że jej zdaniem napastnik nie kłamał co do swojego młodego wieku, jednak według psychologów przestępcą miał być mężczyzna w wieku 25–35 lat.
W marcu Straka zaatakował co najmniej 2 inne kobiety (18 i 19 lat) w Pradze 6. Pierwszą z nich Straka uderzył kostką brukową w głowę, gdy otwierała bramę swojego domu. Kobieta upadła na ziemię i napastnik zabrał jej torebkę. Kiedy się ocknęła, zaczęła za nim biec, ale szybko zrezygnowała, ponieważ do oczu spływała jej krew i utrudniała widzenie. Drugiej kobiecie również usiłował wyrwać torebkę, jednak zaatakowana kobieta potrafiła się obronić przed Straką, dzięki znajomości judo. Obie napaście miały motyw wyłącznie rabunkowy.
8 kwietnia około godziny 21:00 zaatakował Alice P. (23 lata) – matkę dwóch dzieci. Najpierw przewrócił ją na ziemię, a następnie zaciągnął między drzewa. Tam ją rozebrał i zgwałcił. Podczas ataku ofiara kilkakrotnie traciła i odzyskiwała przytomność. Straka do gardła włożył jej glinę i zebrane z ziemi kamienie, a do nosa kilka liści. Usta zatkał bielizną. Późniejsza autopsja wykazała, że ofiara udusiła się wdychając glinę. Na koniec przykrył jeszcze ciało liśćmi, w taki sposób, że było niemal niezauważalne. Jeszcze tej samej nocy partner Alice P. – Ivan Š. poinformował rodziców kobiety o tym, że nie pojawiła się na umówionym spotkaniu. Po północy, do hotelu robotniczego, w którym mieszkał mężczyzna, przyszedł przyjaciel matki Alice P. i wspólnie rozpoczęli poszukiwania zaginionej. Ciało kobiety drugiego dnia akcji odnalazł policyjny pies. Partner ofiary został natychmiast zatrzymany i uznany za głównego podejrzanego. Był to już wcześniej karany i żonaty Rom. Co prawda feralnego wieczoru portier nie widział, jak mężczyzna opuszcza hotel, jednak mógł swobodnie wyjść przez okno swojego pokoju, który znajdował się na parterze. Po kilku tygodniach na podstawie analizy śladów znalezionych na ciele zamordowanej, został wypuszczony z aresztu. Zidentyfikowana grupa krwi A nie opowiadała bowiem profilowi mężczyzny. Przesłuchana została również jego żona, która wcześniej groziła Alice P. śmiercią.
4 maja Straka zaatakował w Hloubětínie Vlastę Š. (54 lata), którą zobaczył w tramwaju. Kiedy kobieta szukała w torebce kluczy do domu, złapał ją za szyję i zaczął dusić. Dopiero wtedy zauważył, że jest starsza, niż oszacował na podstawie jej figury, dlatego zrezygnował z ataku. Chciał jedynie pozbyć się jej jako świadka. Przez 3 minuty dusił ją, klękając na jej gardło, a następnie zacisnął grubą nić wokół szyi i siłą zaprowadził kobietę do przyczepy pobliskiego samochodu, gdzie straciła przytomność. Straka ukradł jej kilka cennych rzeczy i gotówkę. Kiedy się ocknęła, udało jej się wyjść z auta i zadzwonić do drzwi najbliższego domu. Ofiara przeżyła tak silny szok, że nie potrafiła opisać sprawcy. Nigdy nie otrząsnęła się z przeżytej traumy i wkrótce po tym wydarzeniu, zmarła. O tym, że kobieta przeżyła atak, Straka dowiedział się dopiero podczas przesłuchania.
Jeszcze tego samego wieczoru zaczął szukać kolejnej ofiary. Rano przypadkowy świadek znalazł ciało Věry F. (30 lat), która leżała na plecach z rozwartymi nogami i zawiązanym wokół szyi ramiączkiem swojego biustonosza. Według późniejszych ustaleń, Straka najpierw złapał ją za szyję, potem zacisnął ramiączko biustonosza i udusił. Z torebki ukradł pieniądze i udał się na pociąg, aby wrócić do szkoły w Stochovie.
Audycje telewizyjne informowały o serii przestępstw popełnianych na młodych kobietach. Z uwagi na przygotowywaną VI. Czechosłowacką Spartakiadę, organy śledcze na czele z Jiřím Markovičem znalazły się pod ogromną presją. Do Pragi miały bowiem przyjechać tysiące młodych kobiet i dziewcząt. Wszystkie z nich mogły stać się potencjalnymi ofiarami mordercy. Zebrane do tej pory zeznania nie były wystarczająco dokładne. W śledztwie wzięło udział prawie dwustu kryminologów.
Kolejną ofiarą Straki była Ludmila Š., którą zauważył w tramwaju około godziny 2:00 nad ranem. Zaczął z nią rozmawiać i zaproponował, że odprowadzi ją do domu. Straka przedstawił się jako Jirka, wyznał, że jest uczniem drugiej klasy szkoły górniczej i niedawno wyrzucono go z internatu za przywiązywanie współlokatorów do łóżek. Z początku był bardzo sympatyczny, jednak jego zachowanie stopniowo się zmieniało. Stwierdził, że gdyby sama nie zaczęła z nim rozmawiać, zacząłby ją śledzić, zaatakowałby i zgwałcił. Przed wejściem do jej domu zablokował kobiecie drogę i próbował pocałować. Ponieważ stawiała opór, zaczął ją dusić. Mimo iż wiedziała, że napastnik ma nad nią przewagę, nie straciła przytomności umysłu i zaproponowała Strace, żeby razem poszli do piwnicy, w której znajdował się materac. Gdy weszli, natychmiast pobiegła na górę i zadzwoniła do drzwi pierwszego mieszkania. Straka przestraszył się, zabrał jej torebkę i uciekł.
Ostatnie morderstwo popełnił 16 maja w Dejvicach. Trzydziestoletnią Martę M. zaciągnął do piwnicy sklepu z owocami i warzywami. Tam ją zgwałcił, a następnie na szyi zacisnął jej pasek od swetra i ramiączko od biustonosza. Martwą kobietę okradł i wrócił do szkoły. Następnego dnia ciało znalazł przypadkowy świadek. Kobieta osierociła dwójkę dzieci. Co ciekawe, przed swoją śmiercią wspominała o dręczących ją obawach przed napastnikiem. Na ciele ponownie znaleziono ślady krwi grupy A oraz cząsteczki metalu. Morderca atakował głównie w niedziele, dlatego przypuszczano, że w tygodniu pracował. Straka utrzymywał swoją matkę w przekonaniu, że w niedziele wraca do internatu, w rzeczywistości jednak nocą chodził po Pradze i szukał ofiary.

## Aresztowanie, wyrok i zwolnienie z odbywania kary
Zespół prowadzący śledztwo postanowił zweryfikować starsze zeznania. Najbardziej obiecujący wydawał się przypadek Ludmily Š. Informacje przez nią udzielone były na tyle dokładne, że już 22 maja 1985 udało się Strakę namierzyć i zatrzymać. Śledczy uważali za nieprawdopodobne, że za serię brutalnych ataków, które wydarzyły się w ciągu ostatnich miesięcy, mógł być odpowiedzialny młody uczeń, dlatego z początku Straka nie był z nimi łączony. W jego skrzynce znaleziono jednak kilka rzeczy osobistych należących do ofiar. Zaraz po aresztowaniu Straka został przesłuchany przez Jiřígo Markoviča. W ciągu kilku godzin przyznał się do popełnienia również pozostałych przestępstw. Ponadto wyznał, że jego popęd seksualny był tak silny, że przy szukaniu odpowiedniej ofiary nie odczuwał potrzeby snu i pieszo potrafił przejść w nocy kilkadziesiąt kilometrów.
Sąd nie mógł skazać Straki na więcej niż 10 lat pozbawienia wolności, z uwagi na jego młody wiek. W 1994 roku na mocy amnestii ówczesnego prezydenta, Václava Havla, jego kara została skrócona. Został poddany leczeniu w szpitalu psychiatrycznym w Opawie. Poddał się kastracji, ale operacji mózgu odmówił. Podczas pobytu w zakładzie próbował zażywać pervitin (oparty na metamfetaminie stymulant używany przez niemieckich żołnierzy podczas II wojny światowej). Rodzice Straki przeprowadzili się na Morawy i nie utrzymywali z nim kontaktu. Zgodnie z zaleceniami lekarzy, 24 grudnia 2004 Straka został wypisany z ośrodka. W 2005 zmienił nazwisko i zamieszkał w Gnojniku, niedaleko granicy czesko-polskiej. Jego zwolnienie i udzielanie się w mediach wywołało wiele negatywnych reakcji. Specjaliści zapewniali, że po kastracji nie stanowi dalszego zagrożenia. Sam Jiří Markovič wspomniał jednak o przypadku Antonína Vorla, który mimo przeprowadzonej kastracji, zaatakował i z pobudek seksualnych zabił starszą kobietę. Straka powiedział: „Jeśli mnie wtedy nie skazaliście na śmierć, to dajcie mi teraz żyć”. Kilkakrotnie przyznał, że gdyby w 1985 roku nie został zatrzymany, zabijałby dalej. Jego matka przyznała po czasie, że lepiej dla syna i ich rodziny, byłoby gdyby Jiří otrzymał karę śmierci.